# Neoechinorhynchus prolixoides
Neoechinorhynchus prolixoides är en hakmaskart som beskrevs av Arthur Allman Bullock 1963. Neoechinorhynchus prolixoides ingår i släktet Neoechinorhynchus och familjen Neoechinorhynchidae. Inga underarter finns listade i Catalogue of Life.